# Faraján
Faraján is een gemeente in de Spaanse provincie Málaga in de regio Andalusië met een oppervlakte van 20,41 km². Faraján telt 265 inwoners (1 januari 2016).

## Demografische ontwikkeling
Bron: INE, 1857-2011: volkstellingen